# كيندرا لوست
كيندرا لوست (بالإنجليزية: Kendra Lust)‏ وهي ممثلة إباحية أمريكية ولدت في 18 من سبتمبر سنة 1978 بولاية ميشيغان الأمريكية.

## روابط خارجية
- كيندرا لوست على موقع IMDb (الإنجليزية)
- كيندرا لوست على موقع قاعدة بيانات الفيلم (الإنجليزية)
- كيندرا لوست على موقع ليتربوكسد (الإنجليزية)
- كيندرا لوست على موقع كينوبويسك (الروسية)